# Маркет-Босворт

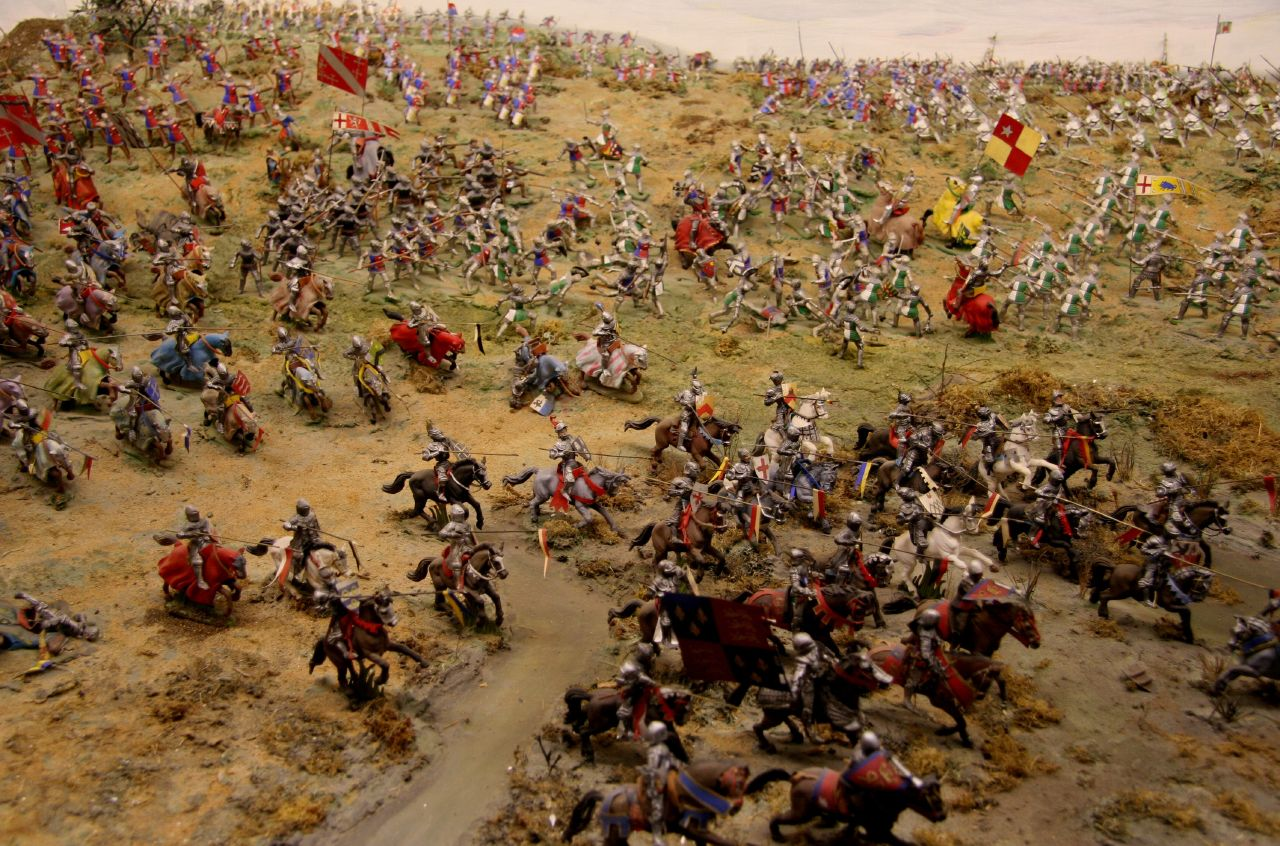
Діорама Босвортської битви (Центр Спадщини Босвортської битви)

Маркет-Босворт, Босворт (англ. Market Bosworth, Босвортський ринок) — містечко у Лестерширі (Англія). У цій місцевості 22 серпня 1485 р. відбулася вирішальна битва Війни Червоної та Білої троянд.